# Дорошенко Олександр Матвійович
Олександр Матвійович Дорошенко (нар. 10 січня 1939, місто Харків Харківської області) — український радянський діяч, бригадир комплексної бригади робітників очисного вибою шахти «Кіровська» виробничого об'єднання «Донецьквугілля» Донецької області. Депутат Верховної Ради УРСР 9—10-го скликань.

## Біографія
Виростав в селі Таранівці Зміївського району Харківської області.
Освіта середня. Закінчив семирічну школу і школу механізаторів сільського господарства.
У 1958—1961 роках — служба в Радянській армії.
У 1961—1974 роках — робітник очисного вибою шахти «Кіровська» комбінату «Донецьквугілля» Донецької області.
З 1974 року — бригадир комплексної бригади робітників очисного вибою шахти «Кіровська» виробничого об'єднання «Донецьквугілля» Донецької області.
Член КПРС з 1977 року.
Потім — на пенсії в місті Донецьку.

## Нагороди
- орден Трудового Червоного Прапора
- ордени
- медалі